# Успенський Петро Дем'янович
Петро Дем'янович Успенський (англ. Peter D. Ouspensky; рос. Пётр Демьянович Успенский; нар.5 березня 1878 — пом.2 жовтня 1947) — російський математик, журналіст, письменник, космолог, окультист, езотерик відомий своїми викладами ранніх робіт греко-вірменського езотеричного вчення Георгія Гурджієва. Він познайомився з Гурджієвим у м. Москві в 1915 р. і був пов'язаний з ідеями та практиками Гурджієва. Він викладав ідеї та методи, засновані на системі Гурджієва, протягом 25 років в Англії та США, хоча особисто розстався з Гурджієвим у 1924 р. з причин, що пояснені були в останньому розділі його книги «У пошуках чудесного».
Успенський вивчав систему Гурджієва безпосередньо під наглядом самого Гурджієва протягом десяти років, у 1915—1924 роках. «У пошуках чудес» розповідає про те, що він навчився від Гурджієва за ці роки. Читаючи лекції в м. Лондоні в 1924 р., він оголосив, що веде самостійну працю з 1921 р.. Деякі, у тому числі його близький учень Родні Колін, казали, що він остаточно відмовився від системи Гурджієва в 1947 р., незадовго до своєї смерті, але його власні записані слова на цю тему («Протокол зустрічей», опублікований посмертно) не підтверджують це рішення.

## Життєпис
Успенський народився в родині різночинців у Москві, в Російській імперії, у 1878 році. Його матір була художницею, а батько, який помер, коли Успенський був хлопчиком, служив на залізниці інспектором. У 1890 р. він навчався у другій Московській гімназії, державній школі, яку відвідували хлопчики від 10 до 18 років. У 16 років його виключили зі школи за те, що він намалював графіті на стіні на очах заїжджого інспектора. Відтоді він був самостійний. У 1906 р. працював у редакції московської щоденної газети «рос. Утро». У 1907 р. зацікавився теософією. Здобув математичну освіту у Московському університеті. Восени 1913 р., у віці 35 років, він вирушив на Схід у пошуках чуда. Він відвідував теософів в Адьярі (у штаб-квартирі Теософського товариства), де познайомився з німецьким містиком Германом Кезерлінгом. Після початку Першої світової війни змушений був повернутися до м. Москви. У жовтні 1916 р. Успенського призвали до російської імператорської армії, де він служив до лютого 1917 р.. У м. Москві він познайомився з Гурджієвим і одружився з Софією Григорівною Максименко. У нього була коханка на ім'я Анна Іллінішна Бутковська. З групою прихильників Гурджієва він переїхав до м. Єсентуки. Де згодом знаходилися червоні війська, там працював бібліотекарем до приходу добровольчої армії Денікіна. Успенський став радником майора Пайндера, голови Британської економічної делегації. Відступаючи з білими військами у березні 1920 р. Успенський емігрував до м. Стамбул. У серпні 1921 р. він переїхав у Велику Британію і оселився у м. Лондоні.
У 1938 р. створив Лондонське «Історико-психологічне товариство» — інститут вивчення езотеричного розвитку людини.
У 1941 р. Успенський переїхав до США, оселивсь у м. Нью-Йорку. У 1941—1947 рр. здійснював групову окультну роботу в Англії, Франції та США. Помер у 1947 р. в Великій Британії.

## Кар'єра
За роки перебування в Москві Успенський був дописувачем кількох газет і особливо цікавився модною на той час ідеєю четвертого виміру простору. Його перша робота, опублікована в 1909 р., мала назву «Четвертий вимір». На нього вплинули ідеї, поширені в роботах Чарльза Хінтона, що розглядали четвертий вимір як розширення простору. Виходячи з ідей І. Канта та Е. Маха, критикував поняття тривимірного простору як результат суб'єктивної обмеженості людського сприйняття та висунув ідею багатовимірного світу, в якому четвертим виміром є час. Успенський розглядав категорію часу як четвертий вимір лише опосередковано в написаному ним романі під назвою «Дивне життя Івана Осокіна», де також досліджував теорію вічного повторення.
Друга робота Успенського, Tertium Organum, була опублікована в 1912 році. У ній він заперечував остаточну реальність простору і часу, заперечував логічну формулу ідентифікації Аристотеля «А є А», роблячи висновок у своїй «вищій логіці», що А є також А, і не-А. Без відома Успенського російський емігрант на ім'я Ніколас Бесарабов вивіз копію Tertium Organum до Америки і передав її в руки архітектору Клоду Брегдону, який вмів читати російською мовою і цікавився четвертим виміром. Tertium Organum був переведений англійською мовою Брегдоном, який включив свій власний дизайн гіперкуба в будівлю Торгової палати Рочестера. Брегдон також опублікував книгу, і публікація мала такий успіх, що врешті-решт нею зацікавився Альфред Кнопф. На початку 1920-х років Брегдон знайшов Успенського в Константинополі і повернув йому певні гонорари.
Успенський подорожував Європою та Сходом — Індією, Цейлоном (тепер Шрі-Ланка) та Єгиптом — у пошуках знань. Після повернення в Росію та знайомства з Гурджієвим у 1915 р. він провів наступні кілька років в навчанні у Гурджієва та підтримував заснування школи.
До 1914 р. Успенський написав і опублікував ряд статей. У 1917 році він оновив ці статті, включивши в них «недавні розробки у фізиці», і перевидав їх книгою на російській мові під назвою «Нова модель Всесвіту»'. Робота, як відображено в її назві, демонструвала вплив Френсіса Бекона і Макса Мюллера, і була інтерпретована як спроба узгодити ідеї природничих і релігієзнавчих досліджень з езотеричними вченнями в традиціях Гурджієва і теософії. Вважається, що книга була втрачена з-за насильства під час революції 1917 р., але потім вона була перевидана англійською мовою (без відома Успенського) у 1931 р.. Робота викликала інтерес ряду філософів і була широко визнаною авторитетною основою для вивчення метафізики. Успенський прагнув перевершити межі метафізики з його «психологічним методом», який він визначив як «калібрування інструментів людського розуміння, щоби вивести фактичний зміст самої речі». (перефразуючи с. 75) За Успенським: «Ідея езотерики… стверджує, що дуже велика більшість наших ідей не є продуктом еволюції, а продуктом виродження ідей, які існували в якийсь час або все ще існують десь у набагато вищих, чистіших й повніших формах». (стор. 47) Книга також спонукала оригінальну дискусію про природу та вираження сексуальності людини; серед іншого, він ввів різницю між еротикою та порнографією.

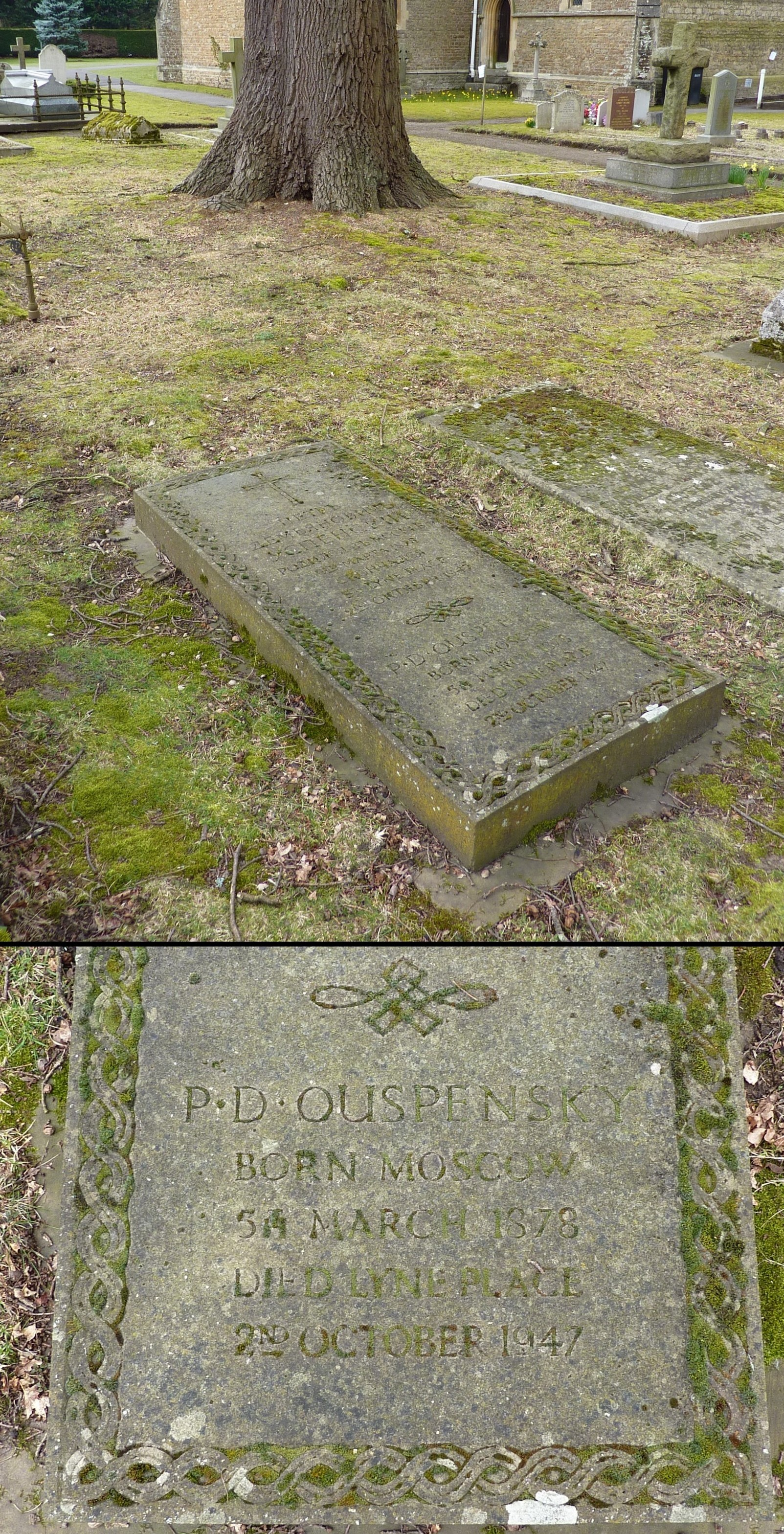
Могила Успенського в церкві Святої Трійці в, графство Суррей (Англія), фото 2013 р.

Після більшовицького державного перевороту у 1917 р. Успенський поїхав до м. Лондона через м. Стамбул. У Лондоні його творчістю зацікавився ряд видатних людей. Леді Ротермір, дружина Гарольда Гармсворта, 1-го віконта Ротермера, магната преси, була готова просувати його твір Tertium Organum. Впливовий інтелектуал і редактор А. Р. Ораж глибоко зацікавився ідеями Успенського і сприяв їх обговоренню в різних колах. Видатний теософ і редактор Д. Р. С. Мід зацікавився його ідеями про четвертий вимір.
На лекціях Успенського в м. Лондоні були присутні такі літературні діячі, як Олдос Хакслі, Т. С. Еліот, Джеральд Херд та інші письменники, журналісти та лікарі. Його вплив на літературну сцену 1920-1930-х років, а також на російський авангард був величезним, але публічно маловідомим. Про Успенського казали, що, хоч і нерелігійний він, але мав одну молитву: не прославитися за життя.
За наказом британського уряду Гурджієву не дозволили оселитися в м. Лондоні. Згодом Гурджієв поїхав до Франції зі значною сумою грошей, зібраних Успенським та його друзями, і оселився поблизу м. Парижа в Прієре (Фонтенбло-Авон). Саме в цей час, після того, як Гурджієв заснував у Франції свій Інститут гармонійного розвитку людини, Успенський прийшов до висновку, що не розуміє свого колишнього вчителя, і вирішив припинити спілкування з ним. Він створив власну організацію «Товариство дослідження нормальної психології», яке тепер відоме як «Дослідницьке товариство».
Успенський писав про вчення Гурджієва в книзі під назвою «Фрагменти невідомого вчення», опублікованій посмертно в 1947 р. під назвою «У пошуках чудесного». Хоча цей том був підданий критиці деякими з тих, хто дотримувався вчень Гурджієва, як лише часткове відображення сукупності його ідей, де він дає те, що є, ймовірно, найбільш стислим поясненням матеріалу, який був наведений. Це різко контрастує з творами самого Гурджієва, такими як «Оповідання Вельзевула до його онука», де ідеї та заповіді вчення Гурджієва дуже глибоко завуальовані в алегорії. Спочатку Успенський збирався видати цю книгу лише в тому випадку, якщо «Оповідання Вельзевула» не будуть опубліковані. Але після його смерті Успенська показала його чернетку Гурджієву, який похвалив його точність і дозволив опублікувати.
Успенський помер у санаторії Холовей (Лайн-Плейс, Сурей) у 1947 р.. Незабаром після його смерті була опублікована «Психологія можливої еволюції людини» разом із твором «У пошуках чудесного». У 2004 р. опублікував факсимільне видання «У пошуках чудесного». Стенограми деяких його лекцій були опубліковані під назвою «Четвертий шлях» у 1957 р.; книга, переважно, складається з питань і відповідей, у книзі викладено важливі поняття, як вступні, так і поглиблені, для тих, хто вивчає ці вчення.
Доповіді Успенського зберігаються у відділі рукописів та архівів бібліотеки Єльського університету.

## Вчення
Після того, як Успенський відірвався від Гурджієва, він викладав «Четвертий шлях», як він його розумів, для своїх незалежних груп.

### Четвертий шлях
Гурджієв припустив, що є три шляхи саморозвитку, загальновідомі в езотеричних колах. Це Шлях Факіра, який має справу виключно з фізичним тілом; Шлях ченця, який має справу з емоціями; і Шлях Йога, який має справу з розумом. Спільним у цих трьох способах самовдосконалення є те, що вони вимагають повної відокремленості від світу. За словами Гурджієва, існує Четвертий Шлях, який не вимагає від своїх послідовників покинути світ. Робота з саморозвитку відбувається прямо в розпал звичайного життя. Гурджієв назвав свою систему школою четвертого шляху, де людина вчиться працювати в гармонії зі своїм фізичним тілом, емоціями та розумом. Успенський підхопив цю ідею і продовжив її реалізувати в своїй власній школі.
Термін «Четвертий шлях» та його використання Успенський зробив центральним у своєму власному вченні по відношенню до ідей Гурджієва. Він приділяв велику увагу школам четвертого шляху та їх існуванню протягом історії.
Студенти
Серед його учнів були Родні Колін, Моріс Нікол, Роберт С. де Роп, Кенет Волкер, Ремедіос Варо та доктор Френсіс Ролес.

### Самозгадування
Успенський особисто зізнався у труднощах, які він відчував із «самозгадуванням», яке пізніше Ошо визначив як «свідок». Нинішній фразеологізм у вченні Адвайти полягає в тому, щоби бути в усвідомленні, або усвідомлювати усвідомлення. Вважається також, що це узгоджується з буддійською практикою «уважності». Кінцева мета кожного — бути завжди в стані медитації навіть уві сні. «Самозгадування» було технікою, з якою він познайомився завдяки Гурджієву. Гурджієв пояснив йому, що це відсутня ланка з усім іншим. Перебуваючи в Росії, Успенський з певним успіхом експериментував із цією технікою, а в своїх лекціях у Лондоні та Америці наголошував на важливості її практики. Техніка вимагає поділу уваги, щоби людина звертала увагу не тільки на те, що відбувається в зовнішньому світі, а й у внутрішньому. А. Л. Волинський, знайомий з Успенським в Росії, згадував, що саме це мав на увазі професор Вундт під апперцепцією. Успенський не погодився і прокоментував, як така глибока для нього ідея залишиться непоміченою людьми, яких він вважав розумними. Гурджієв пояснив розенкрейцерський принцип, що для того, щоби досягти результату або прояву, необхідні три речі. З самозгадуванням і самоспостереженням присутні дві речі. Третє пояснює Успенський у трактаті «Совість»: це невисловлювання негативних емоцій.

## Праці
- (англ.) «The Psychology of Man's Possible Evolution». Online.
- (англ.) «Tertium Organum: The Third Canon of Thought, a Key to the Enigmas of the World». Translated from the Russian by Nicholas Bessaraboff and Claude Bragdon[en]. Rochester, New York: Manas Press, 1920; New York: Knopf, 1922; London: Kegan Paul, Trench, Trubner, 1923, 1934; 3rd American edition, New York: Knopf, 1945. Online version.
- (англ.) «A New Model of the Universe: Principles of the Psychological Method in Its Application to Problems of Science, Religion and Art». Translated from the Russian by R. R. Merton, under the supervision of the author. New York: Knopf, 1931; London: Routledge, 1931; 2nd revised edition, London: Routledge, 1934; New York: Knopf, 1934.
- (англ.) «Talks with a Devil» (Russian, 1916). Tr. by Katya Petroff, edited with an introduction by J. G. Bennett. Northamptonshire: Turnstone, 1972, ISBN 0-85500-004-X (HC); New York: Knopf, 1973; York Beach: Weiser, 2000, ISBN 1-57863-164-5.
- (англ.) «The Psychology of Man's Possible Evolution». New York: Hedgehog Press, 1950.
- (англ.) «Strange Life of Ivan Osokin». New York and London: Holme, 1947; London: Faber & Faber[en], 1948; first published in Russian as Kinemadrama (St. Petersburg, 1915). Online (Russian).
- (англ.) «In Search of the Miraculous: Fragments of an Unknown Teaching[en]». New York: Harcourt, Brace, 1949; London: Routledge, 1947.
- (англ.) «In Search of the Miraculous: Fragments of an Unknown Teaching», London, Paul H. Crompton Ltd., 2010 (facsimile edition of the 1949 edition, hardcover).
- (англ.) «The Fourth Way: A Record of Talks and Answers to Questions Based on the Teaching of G. I. Gurdjieff[en]» (Prepared under the general supervision of Sophia Ouspensky). New York: Knopf, 1957; London: Routledge & Kegan Paul[en], 1957.
- (англ.) «Letters from Russia, 1919» (Introduction by Fairfax Hall and epilog from «In Denikin's Russia» by C. E. Bechhofer). London and New York: Arkana[en], 1978.
- (англ.) «Conscience: The Search for Truth». Introduction by Merrily E. Taylor. London: Routledge & Kegan Paul[en], 1979.
- (англ.) «A Further Record: Extracts from Meetings 1928—1945». London and New York: Arkana[en], 1986.
- (англ.) «The Symbolism of the Tarot» (Translated by A. L. Pogossky). New York: Dover Publications Inc.[en], 1976. Online version.
- (англ.) «The Psychology of Man's Possible Evolution and The Cosmology of Man's possible Evolution, a limited edition of the definitive text of his Psychological and Cosmological Lectures, 1934—1945». Agora Books, East Sussex, 1989. ISBN 1-872292-00-3.
- (англ.) P. D. Ouspensky Memorial Collection, Yale University Library. Archive notes taken from meetings during 1935—1947.
  - (рос.) «Четвёртое измерение». — СПб., 1909.
  - (рос.) «Оккультная повесть о реинкарнации». — СПб., 1910; Лондон, 1947; Париж, 1993.
  - (рос.) «Tertium Organum» (Ключ к загадкам мира). — СПб., 1912; Нью-Йорк, 1920, 1922; Лондон, 1923, 1934.
  - (рос.) Символы Таро. Философия оккультизма: В рисунках и числах. СПб. Городская Типография. 1912; Нью-Йорк, 1976.
  - (рос.) Внутренний круг. О «последней черте» или о сверхчеловеке — СПб., 1913.
  - (рос.) Искания новой жизни (Что такое йога?). — СПб., «Новый Человек», 1913 — 41 с. (3-е изд. 1918)
  - (рос.) «Оккультные рассказы». — Петроград, 1916.
  - (рос.) «Новая Модель Вселенной». — Лондон, 1931; Нью-Йорк, 1934.
  - (рос.) «В поисках чудесного (Фрагменты неизвестного учения)». — Нью-Йорк, 1949; Лондон, 1950.
  - (рос.) статьи в оккультном журнале мартинистов «Изида» — Лондон, 1947.
  - (рос.) «Психология возможной эволюции человека» (первая часть сборника лекций Успенского)
  - (рос.) «Космология возможной эволюции человека» (вторая часть сборника лекций)
  - (рос.) «Четвёртый путь» (записи бесед в 1921—1946). — Нью-Йорк и Лондон, 1957.
  - (рос.) «Письма из России 1919-го года». — Нью-Йорк и Лондон, 1978.
  - (рос.) «Совесть. Поиск истины». — Лондон, 1979.
  - (рос.) «Дальнейшие записи» (выдержки из бесед 1928—1945).